# 琦君
琦君（1917年7月24日—2006年6月7日），中華民國作家，本名潘希珍，字希珍，小名春英，筆名琦君，浙江永嘉縣瞿溪鄉人（今浙江省溫州市甌海區），私立之江大學中文系畢業，曾任教於上海匯中女中、永嘉縣立中學、之江大學等校，並兼任浙江高等法院圖書管理員。來臺後，曾任高檢處紀錄股長、司法行政部編審科長、中國文化學院副教授、國立中央大學、國立中興大學教授。
琦君的作品以散文為主，由於琦君的散文大多是描寫她自己從年幼到老年的生活，因此相當受歡迎，亦涵括小說、評論、合集、論述、翻譯及兒童文學和繪本，其作品曾被翻譯成英語、日語、韓語等多國語言。
琦君的散文寫作的風格以溫柔敦厚見長，多是懷舊文學作品，多次被選入臺灣高中、國中國文課本，小說《橘子紅了》曾被北京荣信达影视艺术有限公司改编成电视剧，由李少红执导，周迅、黄磊、寇世勋、归亚蕾等人主演。台湾公共电视于2001年在公视频道播出该剧。

## 生平
- 1917年，琦君出生於浙江永嘉縣瞿溪鄉，小名春英，童年在農村度過，上有兄長一位。因親生父母早逝，因此就過繼給伯父，由伯父潘國綱與伯母葉夢蘭扶養長大，潘、葉即是琦君文章中所提到的父親與母親。伯父本名國綱，民國初年在浙江、福建一帶擔任師長，本身允文允武，家教也十分嚴厲，琦君小時候要背詩、背詞、背古文，背不出來往往要挨打。一直到晚年，她還記得，有一次，國民政府主席蔣中正先生到家裡來，孩子不能出去見客，她就躲在門縫裡偷看，看著那派威嚴，恨不得跑出去跟當時還很年輕的蔣先生握手。想到家裡規矩那麼多，琦君心裡有氣，想著要把這些都記下來。
- 1921年，開始受教於家庭教師葉巨雄，研讀詩經、唐詩、孟子、論語、唐宋古文等中國古典文學數年。
- 1927年，琦君唯一的哥哥在北京因腎臟炎過世。
- 1928年，舉家遷居杭州。1930年，考入弘道女中。
- 1935年，發表第一篇散文《我的朋友阿黃》於《浙江青年》雜誌。
- 1936年，進入之江大學中文系就讀。大學期間，受業於詞學大師夏承燾門下，飽讀中西文藝作品。「琦君」筆名的由來，是因夏承燾取「希世之珍琦」的「琦」字來稱呼她，再加上「君」字的敬稱。
- 中國抗日戰爭期間，潘鑒宗與葉夢蘭接連因病過世，琦君遂成潘家支柱。
- 1941年，大學畢業，任教於上海匯中女中。1943年，返鄉任教於永嘉縣中（今溫州二中）。
- 1945年，抗戰勝利回杭州，任教於之江大學，兼任浙江高院圖書管理員。而後轉入蘇州法院擔任機要秘書，開始了往後數十年在司法界與教育界並行的工作。
- 1949年，隨國民政府來台，擔任高檢處四等書記官，之後轉任司法行政部編審科長。同年，發表來台後的首篇散文《金盒子》於《中央日報》。
- 1951年，與李唐基結婚，兩人育有一子。
- 1954年，出版第一本散文小說合集《琴心》。
- 除了從事司法工作，這幾十年間，琦君也在學校兼課，講授「大一國文」，如國立中央大學、國立中興大學、淡江英專（今淡江大學）、世界新專（今世新大學）、文化學院（今文化大學）等學校。
- 1963年，得到中國文藝協會頒發的中國文藝獎章散文獎。
- 1969年，自法院退休。
- 1977年，隨夫留居美國。1980年，自美返國，任教於中大中文系。1983年，再隨夫留居美國。
- 1999年，以《煙愁》入選台灣文學經典三十。
- 2001年，返回浙江永嘉，參加「琦君文學館」開館典禮。
- 2004年，與夫婿返台，定居於台北縣淡水鎮。
- 2006年6月7日凌晨4點45分病逝於台北市和信醫院，享壽88歲。

家人
- 生父：潘國康（1886年5月3日－1918年7月7日）
- 生母：卓氏（1892年3月7日－1921年10月23日）
- 養父（伯父）：潘國綱 ，字鑒宗（1882年7月20日－1938年7月3日）
- 養母（伯母）：葉夢蘭（1882年1月31日－1942年1月13日）
- 兄：潘長春（1914年6月16日－1927年3月26日）
- 另還有一位異母的妹妹潘樹珍(1933年－)，由潘國綱的側室王雪茵所生 ，她們兩人跟琦君一起到台灣
- 夫：李唐基(1921年－2013年12月19日)
- 子：李一楠(1956年－)

## 作品

### 合集
- 《琴心》（散文、小說）國風雜誌社 1954年，爾雅出版社 1980年
- 《琦君自選集》（詞、散文、小說）黎明文化公司 1975年
- 《文與情》（散文、小說）三民書局 1990年
- 《琦君散文選》（中英對照）九歌出版社 2000年，新版 2007年
- 《母親的金手錶》九歌出版社 2001年，簡體字版 中國三峽出版社 2002年
- 《夢中的餅乾屋》九歌出版社 2002年，簡體字版 中國三峽出版社 2002年
- 《琦君書信集》臺灣文學館 2007年

### 小說
- 《菁姐》（短篇）今日婦女半月刊 1956年，爾雅出版社 1981年
- 《百合羹》（短篇）開明書店 1958年
- 《繕校室八小時》（短篇）台灣商務印書館 1968年
- 《七月的哀傷》（短篇）驚聲文物供應社 1971年
- 《錢塘江畔》（短篇）爾雅出版社 1980年
- 《橘子紅了》（中篇）洪範書店 1990年

### 散文
- 《溪邊瑣語》婦友月刊社 1962年
- 《煙愁》光啟社 1963年，書評書目出版社 1975年，爾雅出版社 1981年
- 《琦君小品》三民書局1966年，新版 2004年
- 《紅紗燈》三民書局 1969年，新版 2002年
- 《三更有夢書當枕》爾雅出版社 1975年
- 《桂花雨》爾雅出版社 1976年
- 《細雨燈花落》爾雅出版社 1977年，新版 2005年
- 《讀書與生活》東大圖書公司 1978年，三民書局 1986年
- 《千里懷人月在峰》爾雅出版社 1978年
- 《與我同車》九歌出版社 1979年，新版 2006年
- 《留予他年說夢痕》洪範書店 1980年
- 《母心似天空》爾雅出版社 1981年
- 《燈景舊情懷》洪範書店 1983年
- 《水是故鄉甜》九歌出版社 1983年，新版 2006年；簡體字版 湖北人民出版社 2006年
- 《此處有仙桃》九歌出版社 1985年，新版 2006年
- 《玻璃筆》九歌出版社 1986年，新版 2006年
- 《我愛動物》洪範書店 1988年
- 《青燈有味似兒時》九歌出版社 1988年，新版 2004年；簡體字版 湖北人民出版社 2006年
- 《淚珠與珍珠》九歌出版社 1989年，新版 2006年
- 《母心‧佛心》九歌出版社 1990年，新版 2004年；簡體字版 湖北人民出版社 2006年
- 《一襲青衫萬縷情》（我的中學生活回憶）爾雅出版社 1991年
- 《媽媽銀行》九歌出版社 1991年，新版 2005年
- 《萬水千山師友情》九歌出版社 1995年，新版 2006年
- 《母親的書》洪範書店 1996年
- 《永是有情人》九歌出版社 1998年，新版 2005年

### 兒童文學/繪本
- 《賣牛記》繪者:田原 台灣省教育廳 1966年，2006年 三民書局將舊版的《賣牛記》與《老鞋匠的狗》合一，成新版的《賣牛記》
- 《老鞋匠和狗》繪者:田原 台灣省教育廳 1969年
- 《琦君說童年》純文學出版社 1981年，三民書局 2006年
- 《琦君寄小讀者》純文學出版社 1985年，健行出版社 1996年，2004年 原書更名為《鞋子告狀—琦君寄小讀者》九歌出版社
- 《桂花雨》繪者:黃淑英 格林文化出版社 2002年
- 《玳瑁髮夾》繪者:黃淑英 格林文化出版社 2004年

### 論述
- 《詞人之舟》純文學出版社 1981年，爾雅出版社 1996年
- 《琦君讀書》九歌出版社 1987年，新版 2006年

### 翻譯
- 《傻鵝皮杜妮》國語日報 1965年
- 《涼風山莊》純文學出版社 1988年
- 《比伯的手風琴》漢藝色研出版社 1989年
- 《李波的心聲》漢藝色研出版社 1989年
- 《愛吃糖的菲利》（頑童菲利三部曲）九歌出版社 1992年，新版 2008年
- 《好一個餿主義》遠流出版社 1992年
- 《小偵探菲利》（頑童菲利三部曲）九歌出版社 1995年，新版 2008年
- 《菲利的幸運符咒》（頑童菲利三部曲）九歌出版社 1997年，新版 2009年

共有54件作品

## 得獎
- 中國文藝協會散文獎章
- 中山學術基金會文藝創作散文獎
- 新聞局優良著作金鼎獎
- 國家文藝獎散文獎

## 荣誉

### 中华民国勋章奖章
- 二等卿云勋章（2004年10月15日于台北总统府颁授[2]）

## 評價
- 夏志清曾說：「琦君的散文和李後主、李清照的詞屬於同一傳統，但她的成就、她的境界都比二李高。我真為中國當代文學感到驕傲。我想，琦君有好多篇散文，是應該傳世的。」（這是1974年爾雅出版社出版書目時夏來信之評價，而在當年該社就為其出版《煙愁》。）夏志清以為，《一對金手鐲》、《髻》這些文章，早該取代朱自清的《匆匆》、《背影》成為中學教材，甚至列入諾貝爾文學獎毫不遜色。琦君謙虛地說：「我這個是土作品。」夏說：「土有土的好處。」琦君的作品，在現今包括中國在內的華文界甚具影響力。

- 張秀亞曾說：「在琦君的文章中，有一種清新俊逸之氣，一股高雅的氣韻，一種難言的神韻，這賦予她文字無限的魅力，文章的氣韻，原是得自天機，發自靈府」可以看見為琦君的創作特色在於她文字自然流暢、不多加粉飾、雕琢。[3]
- 鄭明娳曾指出：「潘琦君的散文，無論寫人、寫事、寫物，都在平常無奇中含蘊至理，在清淡樸實中見出秀美；她的散文，不是濃妝艷抹的豪華貴婦，也不是粗服亂頭的村俚美女，而是秀外慧中的大家閨秀。」其散文集中，寫得最出色的是懷舊散文，其次是生活感想，前者如《留予他年說夢痕》、《煙愁》、《紅紗燈》；後者如《琦君小品》、《三更有夢書當枕》。而其文字特色在於不雕琢、不粉飾，自然流暢，文筆如行雲流水，舒放自然，不刻意造作而有一種美感。[4]

## 琦君文學館、琦君研究中心
- 琦君文學館座落於中國浙江省溫州市甌海瞿溪鎮三溪中學內，原為祖家，2001年10月22日開幕，展館是由會客室、生平室、作品陳列室、名家評論、讀者來信、名言摘錄等六部分組成，目前已收集琦君作品38部。琦君逝世後，其夫李唐基表示，琦君之骨灰將在此長久安放，以承其落葉歸根之遺願（現暫安放於台北）；並整理更多遺物，一同典藏館內。
- 2005年，國立中央大學中國文學系成立「琦君研究中心」，蒐集了散見於各處的琦君作品評論，並於中文系研究所開設了「琦君文學專題研究」等課程。

## 相關資料
- 《琦君的世界》隱地編 爾雅出版社 1980年
- 《琦君的文學世界》章方松 三民書局 2004年
- 《剪不斷的母子情─論琦君的親情書寫》黃渭珈 中國語文月刊 2005年
- 《永遠的童話:琦君傳》宇文正 三民書局 2005年

## 外部連結
- 五0年代文藝雜誌及作家影像資料庫 （页面存档备份，存于）
- 國家圖書館-當代文學史料系統[永久]
- 「在黑白與彩色的網點之後」廖玉蕙記錄 世界華文文學資料庫 2001/09/13 （页面存档备份，存于）
- 九歌出版社 （页面存档备份，存于）
- 國立中央大學中國文學系琦君研究中心（2004年成立，並開辦「琦君文學專題研究」等課程）
- 九歌出版社 懷念琦君專輯 （页面存档备份，存于）
- 中國時報-琦君專輯
- 聯合報-琦君專輯 （页面存档备份，存于）